# Bay Bridge
Die San Francisco-Oakland Bay Bridge, zumeist nur Bay Bridge oder Oakland Bay Bridge genannt, überspannt die Bucht von San Francisco und verbindet die beiden kalifornischen Städte Oakland und San Francisco, USA.
Die Brücke besteht aus zwei Brückenzügen; dazwischen liegt Yerba Buena Island. Der westliche Abschnitt verbindet diese Insel mit San Francisco und besteht aus zwei einzelnen Hängebrücken mit je zwei Pylonen, die an einem zentralen Betonankerblock aneinanderstoßen. Das östliche Segment verbindet Oakland mit jener Insel und setzt sich aus zwei parallel verlaufenden Rampenbrücken und schließlich einer großen einhüftigen Hängebrücke zusammen. Letztere ersetzten 2013 die ursprüngliche Brücke, eine Stahlfachwerkkonstruktion. Der Verkehr wird im westlichen Teil auf zwei Ebenen geleitet; das obere Deck führt Richtung San Francisco, das untere Richtung Oakland. Pro Tag fahren ca. 274.000 Fahrzeuge über die Brücke.
Die Originalbrücken wurden von Charles H. Purcell entworfen. Eröffnet wurde die Brücke am 12. November 1936, sechs Monate vor der zweiten berühmten Brücke San Franciscos, der Golden Gate Bridge.

## Geschichte

Die Brücken in der San Francisco Bay Area

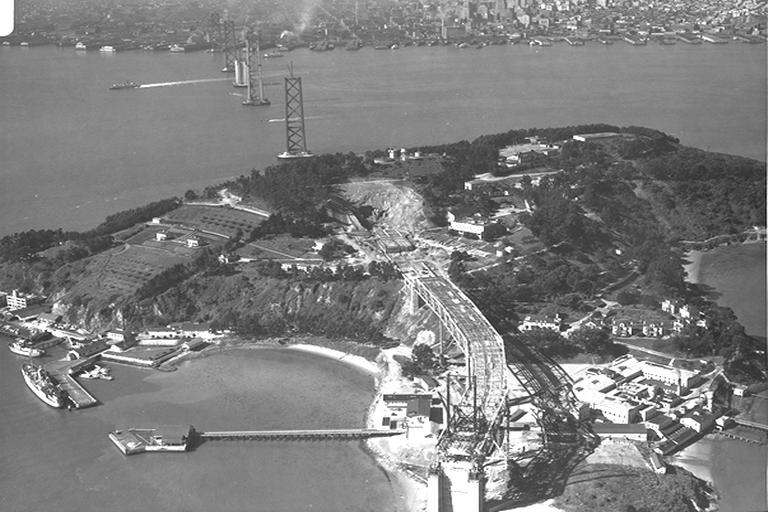
Die Bay Bridge im Bau über der Yerba-Buena-Insel (1935)

San Francisco liegt an der Mündung der gleichnamigen Bucht; diese Lage brachte die Stadt während des Goldrausches zum Gedeihen. Beinahe alle Waren, die nicht vor Ort hergestellt werden konnten, kamen per Schiff. Nachdem aber die erste transkontinentale Eisenbahn im Mai 1869 fertiggestellt war, lag San Francisco auf der falschen Seite der Bucht, da die Eisenbahn in Oakland endete. Viele Bürger hatten Ängste, dass die Stadt ihre Position als zentraler Warenumschlag- und Handelsplatz verlieren könnte. Das Konzept einer Brücke entstand noch während des Goldrauschs. Verschiedene Zeitungsartikel beschäftigten sich schon in den frühen 1870er-Jahren mit dieser Idee. 1872 begann ein Brückenbauausschuss (Bay Bridge Committee) die Eisenbahnbrücke zu planen. Die Ausgabe vom April 1872 des San Francisco Real Estate Circular brachte einen Artikel über den Bauausschuss:

„The Bay Bridge Committee lately submitted its report to the Board of Supervisors, in which compromise with the Central Pacific was recommended; also the bridging of the bay at Ravenswood and the granting of railroad facilities at Mission Bay and on the water front. Wm. C. Ralston, ex-Mayor Selby and James Otis were on this committee. A daily newspaper attempts to account for the advice of these gentlemen to the city by hinting that they were afraid of the railroad company, and therefore made their recommendations to suit its interests.“

„Das Bay Bridge Committee legt den städtischen Auftraggebern seinen Bericht vor, in dem ein Kompromiss mit der Central Pacific Eisenbahngesellschaft empfohlen wird; dies beinhaltet eine Brücke an der Bucht von Ravenswood und das Gewähren von Eisenbahnanlagen in der Mission Bay und an der Küste. Wm. C. Ralston, der ehemalige Bürgermeister Selby und James Otis sind Mitglieder des Ausschusses. Eine Tageszeitung stellte dar, das Gutachten dieser Gentlemen für die Stadt habe im Ergebnis seine Gründe in der Angst vor der Eisenbahngesellschaft, und deshalb hätten diese ihre Empfehlungen ausgesprochen, wie es den Belangen der Eisenbahngesellschaft genehm ist.'“

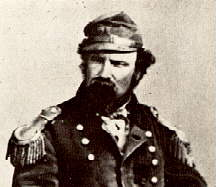
Joshua Abraham Norton, genannt Norton I.

Der selbsternannte Kaiser Norton I. hielt einen Erlass für notwendig, dass eine Hängebrücke erbaut werden müsse, die Oakland mit San Francisco verbindet. Später im Jahr 1872, nachdem nichts geschah, verfügte er frustriert:

„Whereas, we issued our decree ordering the citizens of San Francisco and Oakland to appropriate funds for the survey of a suspension bridge from Oakland Point via Goat Island; also for a tunnel; and to ascertain which is the best project; and whereas the said citizens have hitherto neglected to notice our said decree; and whereas we are determined our authority shall be fully respected; now, therefore, we do hereby command the arrest by the army of both the Boards of City Fathers if they persist in neglecting our decrees. Given under our royal hand and seal at San Francisco, this 17th day of September, 1872“

„In der Sache, dass wir einen Befehl aussprachen, die Bürger von San Francisco mögen finanzielle Mittel zur Prüfung des Brückenprojekts von Oakland und ebenso für einen Tunnelbau bereitstellen und feststellen, welches Projekt das bessere sei; und weil die genannten Bürger bisher den genannten Befehl ignorierten; und weil wir fest entschlossen sind, unserer Autorität Nachdruck zu verleihen; deshalb befehlen wir hiermit die Festnahme beider Räte der Stadtväter durch die Armee, sollten sie sich uns weiter widersetzen. Mit königlich-kaiserlichem Siegel, San Francisco am 17. September im Jahre 1872.“

Entgegen vielen exzentrischen Ideen von Norton I. fand sein Dekret, eine solche Brücke zu bauen, viel öffentliche und politische Beachtung. Aber die Aufgabe schien zu gewaltig in Anbetracht der Weite und Tiefe der Bucht. 1921, 40 Jahre nach Nortons Tod, wurde über eine Unterwasserröhre nachgedacht, aber schnell wurde klar, dass eine solche Röhre für Fahrzeuge nicht geeignet wäre. Im Laufe der 1920er-Jahre wurde – wegen des zunehmenden Kraftfahrzeugverkehrs – die Forderung nach einer Möglichkeit, die Bucht zu überqueren, immer lauter. 1926 übergab die kalifornische Regierung die Verantwortung für einen Brückenbau zwischen San Francisco und dem Alameda County an die Fähr- und Brückenbehörde.
Im Jahr 1929 setzten schließlich der US-amerikanische Präsident Hoover und der kalifornische Gouverneur Young eine Kommission ein, welche die technische Machbarkeit untersuchen und Empfehlungen ausarbeiten sollte. Die Untersuchungen wurden von Charles H. Purcell geleitet, der anschließend zum Chief Engineer ernannt wurde, der für die Planung und den Bau der Brücke verantwortlich war. Zu der Kommission gehörten unter anderen Ralph Modjeski, Leon S. Moisseiff, der bei fast allen Hängebrücken der damaligen Zeit involviert war, und Charles Derleth, Jr.
Um die Brückenkonstruktion umsetzbar zu gestalten, wurde entschieden, die Yerba-Buena-Insel einzubeziehen und so den Materialaufwand im Vergleich zu einer einteiligen Buchtbrücke zu verringern. Damals war diese Insel Stützpunkt der US-Marine, sodass die Zustimmung des US-Kongresses in Washington zum Brückenbau notwendig war. Erst nach langjähriger und aufwendiger Lobbyarbeit gab der Kongress am 20. Februar 1931 seine Zustimmung.
Die 3,2 km des westlichen Abschnittes zwischen der Insel und San Francisco waren eine enorme Herausforderung an die Ingenieurskunst. Die Bucht ist stellenweise 30 m tief, und der Baugrund verlangte neue Techniken der Gründung und Fundamentierung. Hängebrücken mit mehr als zwei Pylonen sind aus Gründen der Stabilität nur sehr schwer realisierbar, und eine einzelne Hängebrücke mit nur zwei Pylonen war damals aufgrund der großen Spannweite nicht möglich. Die Lösung bestand in einem großen Ankerblock aus Beton auf halbem Weg zwischen San Francisco und der Insel und dem Bau zweier einzelner, in sich vollständiger Hängebrücken.
Das östliche Segment war nicht minder aufwendig. Die Strecke zwischen der Yerba-Buena-Insel und Oakland beträgt 3,1 km und wurde mit einer Kombination aus einer großen sowie 19 kleineren Fachwerkbrücken aus Stahl überspannt; insgesamt ergab dies die längste Brücke dieser Art.

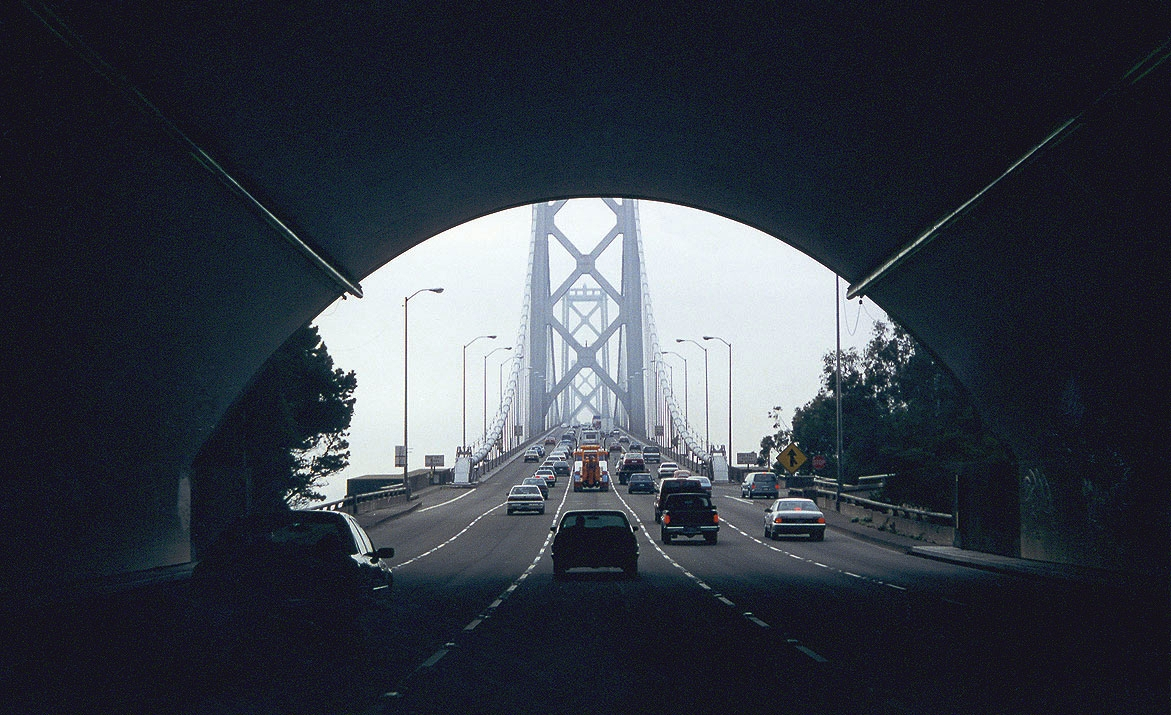
Tunnelausfahrt in Richtung Westen

Die Hälften des Gesamtbauwerks verbindet auf der Yerba-Buena-Insel ein Tunnel von 165 m Länge. Gestein und Schutt, die beim Tunnelbau anfielen, wurden teilweise benutzt, um die neue Insel Treasure Island aufzuschütten.
Der größte Teil der Fachwerkbrücke ist auf Holzfundamenten gebaut. Wegen des sehr tiefen Schlamms auf dem Grund der Bucht schien es nicht möglich, auf Fels zu gründen. Da tiefere Schichten des Schlamms relativ fest sind, wurden lange Pfähle aus alten Douglastannen bis in diese Schichten getrieben.
Der Bau der gesamten Konstruktion begann mit feierlichen Spatenstichen durch Herbert C. Hoover und Kaliforniens Gouverneur Frank Merriam am 9. Juli 1933 kurz nach dem der Golden Gate Bridge; eröffnet wurde die Brücke am Donnerstag, 12. November 1936 um 12:30 Uhr, sechs Monate vor der Golden Gate Bridge. Beim Bau kamen 24 Arbeiter ums Leben. Die Gesamtkosten beliefen sich auf 77,6 Millionen US-Dollar. Zum Zeitpunkt der Fertigstellung handelte es sich um die längste Hängebrücke und auch um die längste Fachwerkbrücke der Welt. Da es sich letztlich um zwei Brücken handelt, wurde der westliche Teil der Hängebrücke zur zweit- und der östliche Teil zur drittlängsten Hängebrücke der Welt erklärt. Nur die George Washington Bridge in New York hatte eine größere Spannweite zwischen den Pylonen.

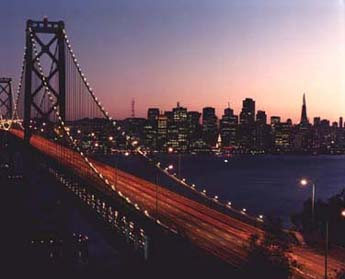
Lichterketten an der Westquerung seit 1987

Die Brücke war bis 1964 Teil der US-Highways 40 und 50; seitdem gehört sie zur Interstate 80 und ist eine Schlüsselverbindung im Kraftfahrzeug-Verkehrsnetz. Sie wird massiv genutzt und ist so stauanfällig, dass Verkehrsunfälle oft mehrere Stunden den Verkehr lahmlegen, selbst wenn die Unfallstelle schnell geräumt werden kann. Der Verkehr belastet dann auch die Ausweichrouten massiv.
Die Bay Bridge wurde 1986 von der American Society of Civil Engineers in die List of Historic Civil Engineering Landmarks aufgenommen.
Die Lichterketten an den tragenden Seilen der Hängebrücke wurden 1987 im Rahmen der Feierlichkeiten zum 50-jährigen Bestehen der Bay Bridge angebracht.

### Brückenname
Der offizielle Name der Brücke lautet James „Sunny Jim“ Rolph Bridge, aber dieser Name wird sehr selten benutzt und fand erst 1986 dank der Feierlichkeiten zum 50-jährigen Bestehen der Brücke überhaupt Beachtung. Der zweckmäßige Name war stets San Francisco-Oakland Bay Bridge.
James Rolph jr. war Bürgermeister von San Francisco und zu Baubeginn der Brücke Gouverneur des Staates Kalifornien. Er starb im Amt zwei Jahre vor Eröffnung der Brücke, und um ihm Respekt zu zollen, wurde sie nach ihm benannt. Wegen politischer Rivalitäten mit dem Herausgeber des Oakland Tribune, Joseph Knowland, wurde diese Namensgebung durch die Presse vorenthalten.
Die schon frühe Förderung einer Brücke zwischen San Francisco und Alameda County durch den Kaiser Norton I. wurde am Donnerstag, 14. Dezember 2004 geehrt; das San Francisco Board of Supervisors befürwortete, das neue östliche Segment nach Norton zu benennen.
Es gibt Gedenktafeln zugunsten der Unterstützung sowohl des Gouverneurs Rolph als auch des Kaisers Norton. Die Tafel für Rolph war ursprünglich am westlichen Ende der Brücke in San Francisco angebracht und hängt seit 1986 an der Ecke Fünfte und Bryant-Straße. Die Tafel, die Kaiser Norton wegen seiner ursprünglichen Idee ehrt, schmückt den westlichen Bogen des Transbay Terminal, der Mautstation und Greyhound Bus-Depot am westlichen Ende der Brücke downtown San Francisco.
Im Volksmund wird sie allenthalben Bay Bridge genannt.

## Panorama

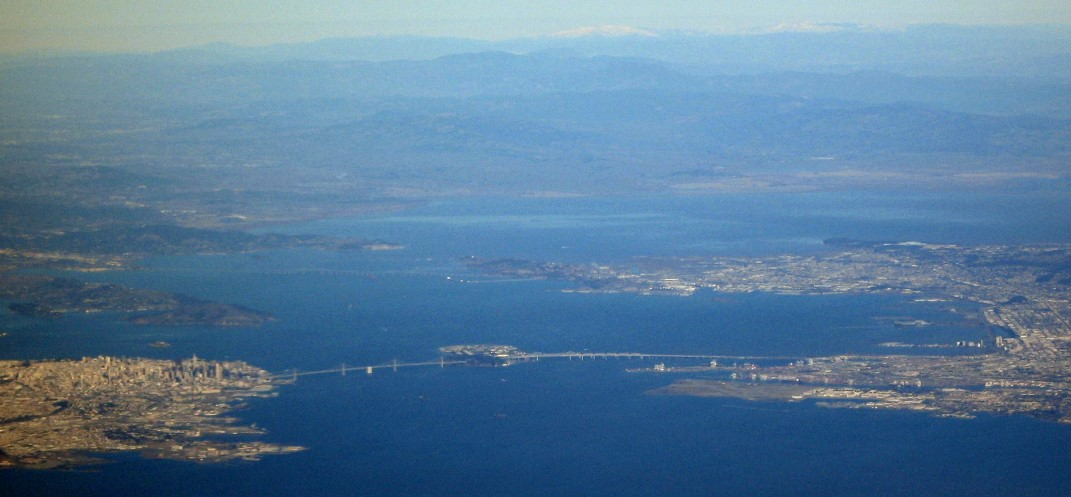
Die Brücke aus der Luft von Süden, links San Francisco, rechts Oakland. Erkennbar die beiden Hängebrücken mit einem Beton-Verbindungspfeiler links der Insel und die Fachwerk-Konstruktion rechts der Insel

### Finanzen
Bei der Eröffnung 1936 betrug die Maut 65 Cent. Innerhalb weniger Monate wurde sie auf 50 Cent herabgesetzt, um mit dem Fährsystem konkurrenzfähig zu bleiben, und schließlich betrug sie nur noch 25 Cent, nachdem sich herausstellte, dass auch dieser Betrag ausreichte, um die Kredite abzubezahlen.
Dann wieder wurden Gebühren erhoben, um die Brücken warten und pflegen zu können und um den öffentlichen Nahverkehr zu stärken. Da man interessiert war, den Aufwand für die Mauterhebung und die Kosten für Mautstationen gering zu halten, wurde wie bei allen Brücken in der Region dazu übergegangen, die Maut als doppelt hohen Betrag nur in einer Fahrtrichtung zu erheben. Um die Kosten für den Neubau und weitere Straßenbauprojekte zu decken, wurde die Maut für Fahrten in westliche Richtung zunächst von 1 auf 2 Dollar und im Juli 2004 auf 3 Dollar angehoben. Dieselben Beträge fallen an anderen Brücken in der Region an. Zum 1. Januar 2007 stieg die Maut auf 4 Dollar, um eine Kostensteigerung beim Ersatz des östlichen Bauwerks abzudecken. Der Verkehr in östliche Fahrtrichtung bleibt mautfrei. Zuletzt wurden die Gebühren im Juli 2010 erhöht. Die Maut beträgt nun 6 Dollar während der Hauptverkehrszeiten, 4 Dollar außerhalb dieser Zeiten unter der Woche sowie 5 Dollar am Wochenende. Für Fahrgemeinschaften gibt es eine reduzierte Gebühr von 2,50 Dollar.

## Konstruktion 1936
Der Brückenzug besteht aus vier Abschnitten. Er beginnt in San Francisco mit einer Zufahrtsrampenbrücke, an die die eigentliche West-Bay-Brücke anschließt. Der dritte Abschnitt ist die Querung der Yerba-Buena-Insel; abschließend folgt die East-Bay-Brücke.

### Zufahrt San Francisco
Die Bay Bridge beginnt in San Francisco mit einer 1130 m langen Rampenbrücke. Diese besteht aus einem 1031 m langen Viadukt mit obenliegendem Fahrbahndeck. Der Brückenquerschnitt ist ein Plattenbalken aus Stahlbeton mit einer voutenförmig ausgebildeten Konstruktionshöhe; die Regelstützweiten betragen 20,7 m. Auf den anschließenden 99 m bis zur Hängebrücke ist das Bauwerk als Doppelstockbrücke konstruiert.

### Querung West Bay

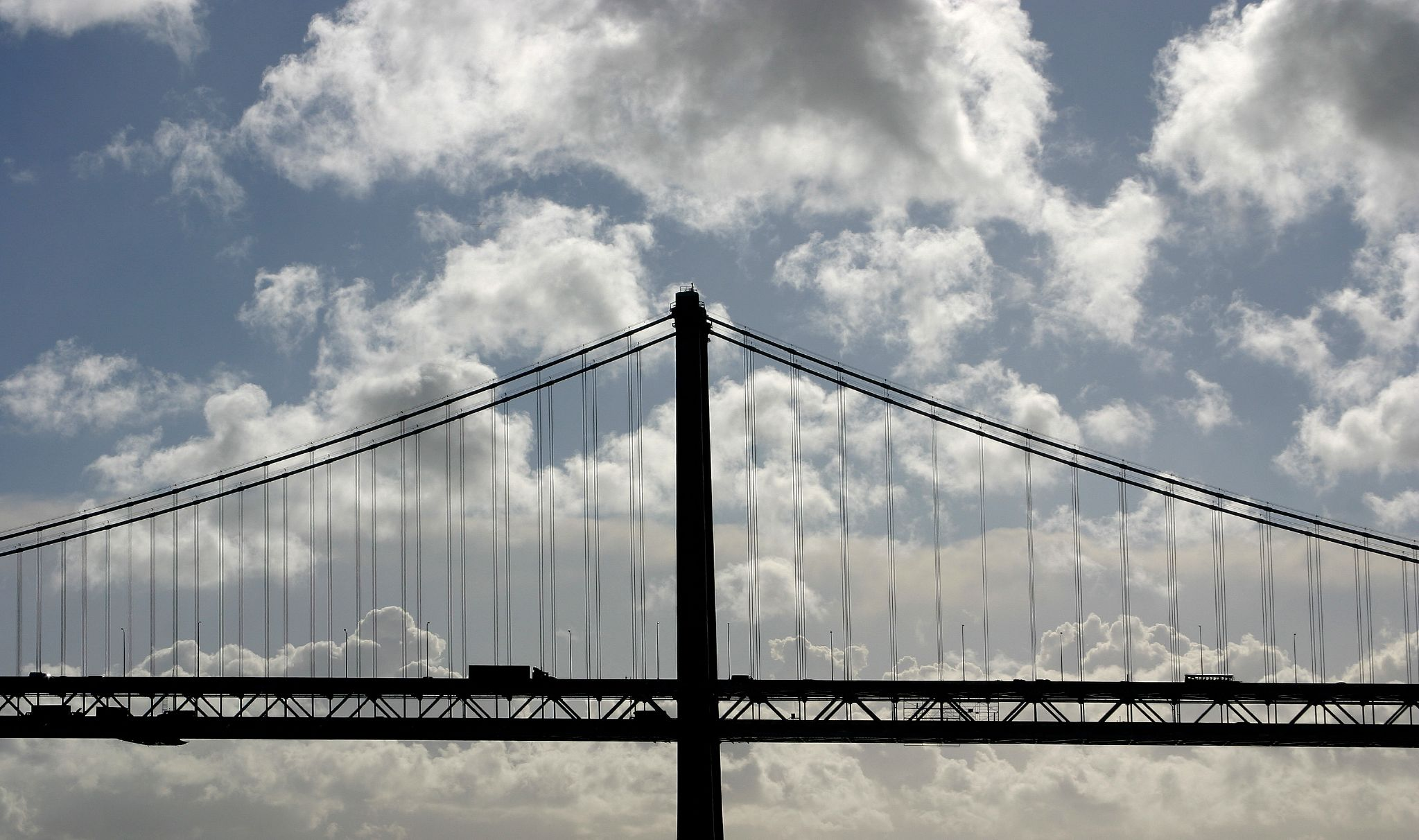
Pylon, Tragkabel, Hänger Versteifungsträger

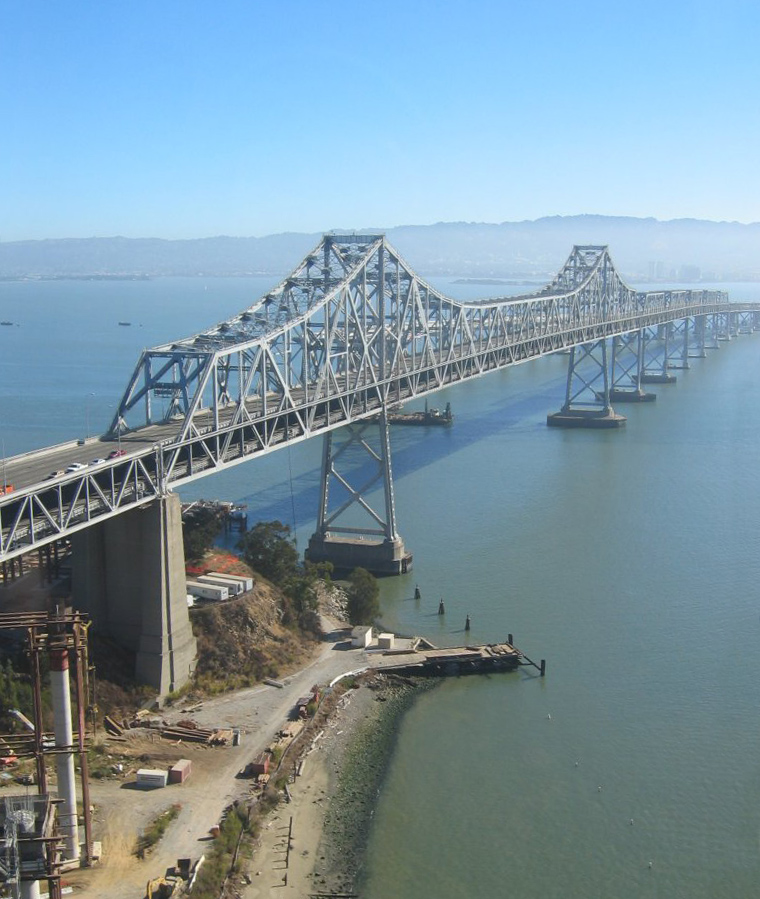
Alte Hauptbrücke East Bay

Die West-Bay-Brücke ist eine erdverankerte Zwillingshängebrücke, beginnend mit einem zirka 47 m langen Ankerblock und einem 263 m langen Randfeld. Die dann folgende Hängebrücke hat Stützweiten von 357 m – 704 m – 354 m. Nach dem 52 m langen Zentralankerblock schließt sich die zweite Hängebrücke mit Stützweiten von 354 m – 704 m – 354 m sowie einem ungefähr 40 m langen Ankerblock an. Die Tragkabel haben einen Durchhang von 70,4 m bei einem Achsabstand von 20 m sowie einem Durchmesser von 73 cm. An diesen sind mit je vier Hängern im Abstand von 9,25 m die Versteifungsträger befestigt. Die Versteifungsträger sind als Fachwerkträger mit 9,0 m Konstruktionshöhe ausgebildet und oben und unten durch Querträger verbunden, welche die 18 m breiten Oberdeck- und Unterdeckfahrbahnen tragen. Die stählernen Pylonen haben eine Höhe von 158 m über dem Meeresspiegel. Im Gegensatz zur Golden Gate Bridge sind die Pylonenstiele zum Erreichen einer ausreichenden Quersteifigkeit durch sich kreuzende Diagonalen miteinander verbunden. Die maximale Durchfahrtshöhe für Schiffe beträgt 69 m. Der gemeinsame zentrale Ankerblock zwischen beiden Hängebrücken ist in einer Tiefe von 70 m als Senkkasten auf Fels gegründet und hat eine Höhe von 85 m über dem Wasser. Er besitzt eine Grundfläche von 28 m × 52 m und wurde so bemessen, dass auch der Abbruch einer Hängebrücke möglich ist.

### Querung Yerba Buena
Die Straßenbauwerke auf der Insel Yerba Buena haben eine Gesamtlänge von 860 m. Sie bestehen aus einem 98 m langen Stahlbetonviadukt mit Regelstützweiten von 14,1 m. Dies trägt die obere Fahrbahn, während die untere ebenerdig verläuft. Es folgt der 165 m lange doppelstöckige Tunnel mit einer Breite von 23 m und einer maximalen Höhe von zirka 18 m sowie eine weitere 244 m lange Stahlbetonbrücke. Den Übergang zur East-Bay-Brücke bilden schließlich vier doppelstöckige im Grundriss gekrümmte Stahlfachwerkbrücken mit einer Gesamtlänge von 353 m. Die Fahrbahndecks liegen oben, die Stützweiten betragen zwischen 85 m und 91 m.

### Querung East Bay
Die ursprüngliche East-Bay-Brücke hatte 38 Brückenfelder und war 3101 m lang. Markant war die vor der Insel Yerba Buena stehende 119 m hohe doppelstöckige Hauptbrücke, eine Stahlfachwerkbrücke mit Stützweiten von 155 m – 427 m – 156 m. Es war eine Auslegerbrücke mit dem Gerberträger als Konstruktionselement. In der Hauptöffnung nahmen die beidseitigen 125 m langen Kragarme den 177 m langen Einhängeträger auf. Die Brückenenden der Seitenfelder waren durch Rückverankerungen in den Pfeilern gegen Abheben gesichert. Die Konstruktionshöhe der Brücke variierte zwischen 58,5 m über den Hauptpfeilern und 29 m im Feld. Die maximale Durchfahrtshöhe für Schiffe betrug 58 m. An die Hauptbrücke schlossen fünf Fachwerkbrücken mit 155 m Stützweite und 27 m Konstruktionshöhe an. Die Einfeldträger hatten untenliegende Fahrbahndecks. Es folgten 14 Fachwerkbrücken mit 89 m Regelstützweite und obenliegenden Fahrbahndecks. Abgeschlossen wurde der Brückenzug durch ein 327 m langes Stahlbetonviadukt. Die Gründung der ersten zwei Pfeiler der Auslegerbrücke konnte auf Fels erfolgen. Da der Felshorizont aber steil abtaucht, mussten die nächsten drei Pfeiler auf 70 m tiefen Senkkästen gegründet werden. Die folgenden 17 Pfeiler hatten eine Pfahlgründung. Dazu wurden bis zu 26 m lange Holzpfähle in den Baugrund eingerammt.

## Umbau 1957

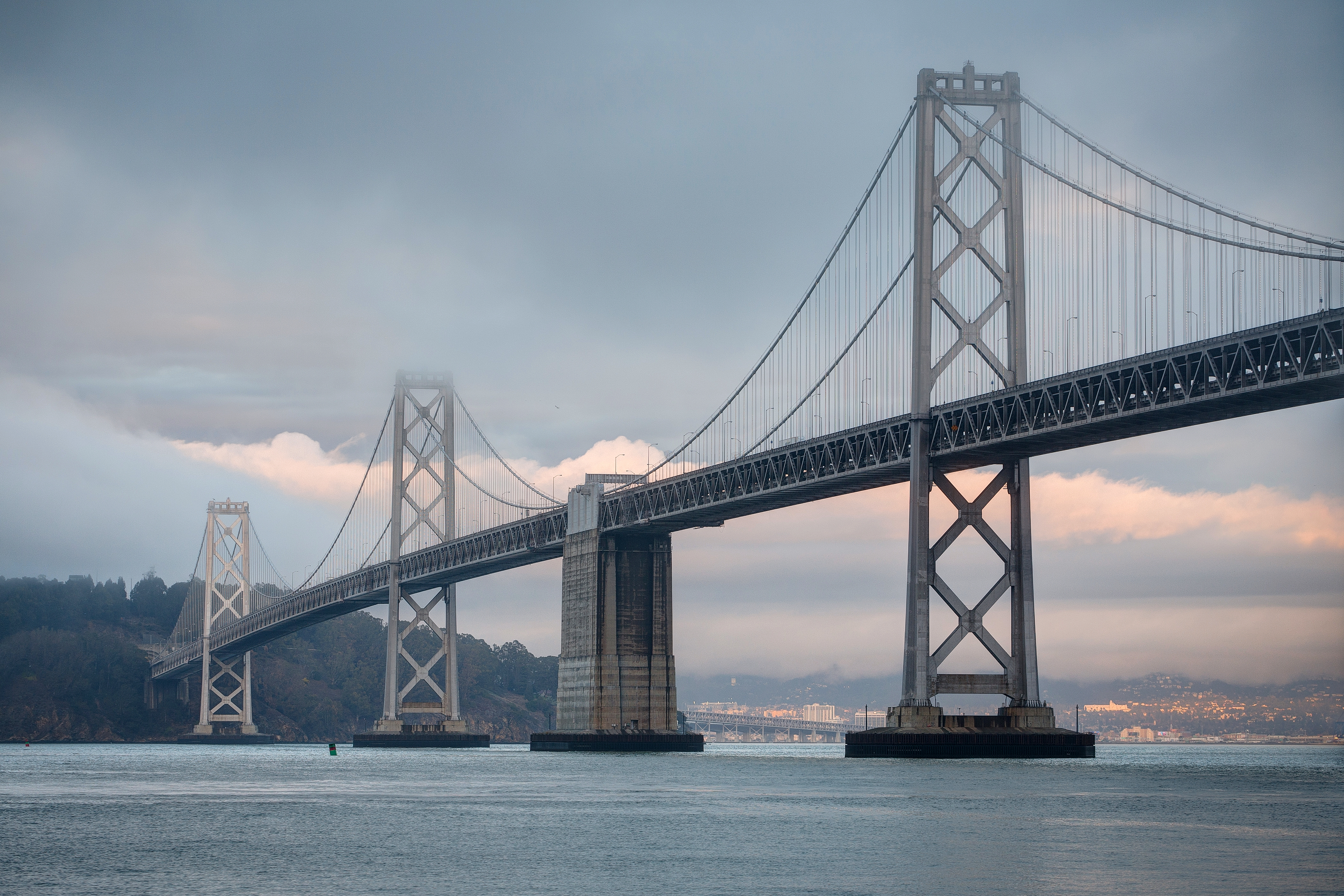
Westliches Segment von San Francisco her; bestehend aus zwei Hängebrücken mit je zwei Pylonen und einem zentralen Verbindungspfeiler aus Beton

Als die Brücke neu eröffnet wurde, bestand das obere Deck aus drei Spuren für jede Richtung; auf dem unteren Deck fuhren die Lastwagen mit einer Spur in jede Richtung und einer gemeinsamen mittleren Spur für Überholmanöver. Dies war eine sehr gefährliche Einteilung. Auf dem unteren Deck befanden sich außerdem die Schienen für die Straßenbahn mit je einer Spur für jede Fahrtrichtung. In den folgenden Jahrzehnten nahm der Kraftfahrzeugverkehr dramatisch zu und die Nutzung der Straßenbahn ab. 1957 wurden deshalb auf dem oberen Deck fünf Spuren in Richtung Westen und fünf Spuren auf dem unteren Deck in Richtung Osten eingerichtet; die Schienen der Straßenbahn wurden demontiert. Lastwagen waren auf beiden Decks zugelassen. Da aber im Tunnel auf der Yerba-Buena-Insel die lichte Höhe für Lastwagen auf dem oberen Deck zu niedrig war, musste das obere Deck abgesenkt werden, und der Tunnel wurde weiter in die Tiefe ausgegraben, um die notwendige Höhe auf dem unteren Deck zu gewährleisten. Während der Bauarbeiten war der Tunnel in Betrieb; der Verkehr lief über eine bewegliche Brücke im Tunnel, unter der jeweils gegraben wurde. Beim unteren Deck des Tunnels und beim Viadukt, in den das östliche Ende des Tunnels übergeht, mussten elementare tragende Teile entfernt und umgebaut werden; die tragende Konstruktion des Viadukts musste gedoppelt werden, um das Gewicht des Verkehrs aufnehmen zu können. Diese Umbaumaßnahmen sind bis heute erkennbar.

## Um- und Neubau nach dem Erdbeben von 1989

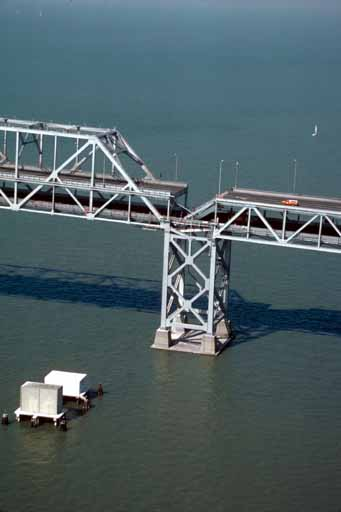
Abgebrochenes Teilstück der East Bay Bridge als Folge des Loma-Prieta-Erdbebens 1989

Bereits seit den 1960er-Jahren ist bekannt, dass ein Erdbeben in der San-Andreas-Verwerfung oder im Hayward-Graben die Brücken schwer beschädigen könnte; die Politik sah zunächst aber keinen Anlass zum Handeln. Erst das Loma-Prieta-Erdbeben am 17. Oktober 1989 brachte ein Umdenken. Das Erdbeben, das die Stärke 7,1 auf der Richterskala erreichte, ließ ein 15 m langes Teilstück des Oberdecks der East Bay Bridge auf das untere Deck herunterstürzen. Die Brücke war über einen Monat geschlossen; die Wiedereröffnung erfolgte am 18. November desselben Jahres.
In Anbetracht des relativ weit entfernten Epizentrums (110 Kilometer südlich von San Francisco) war das Ausmaß der Schäden im Raum der Bucht von San Francisco überraschend hoch. Die Analysen des Bebens ergaben, dass die seismischen Wellen an Unregelmäßigkeiten tiefer Schichten der Erdkruste reflektiert worden waren. Schäden gab es vor allem dort, wo auf weichem Erdreich oder auf aufgeschütteten kleinen Buchten gebaut worden war, oder auf Sand und Schutt, der bei dem San-Francisco-Erdbeben von 1906 angefallen und mit Wasser durchsetzt und aufgeweicht war. Eine Ausnahme war lediglich der Zusammenbruch des Cypress Viaducts in Oakland, der nicht stabil genug gebaut worden war und durch Resonanzen einstürzte.
Unter der Vorgabe, dass die San Francisco-Oakland Bay Bridge eine Lifeline ist, also auch nach einem Erdbeben für die Rettungseinheiten voll funktionsfähig sein muss, wurde der Brückenzug in den 1990er-Jahren statisch untersucht und die erforderlichen Verstärkungsmaßnahmen durchgeführt.

### Querung West Bay
Die westlichen Hängebrücken wurden deshalb größeren Nachrüstungen unterzogen, dies in einem Umfang, der dem Anblick und der Erscheinung der Brücke trotzdem nicht wesentlich geschadet, sie in manchen Details sogar verbessert hat.
Bei der gesamten Brücke waren Nieten als Verbindungsmittel verwendet worden, deren Stahl damals nicht gehärtet werden konnte. Untersuchungen zeigten, dass diese Nieten bei relativ kleinen Scherkräften versagten. Deshalb wurden fast alle Nieten mit Schneidbrennern herausgebrannt, die Löcher präzise nachgebohrt und durch Gewindeschrauben und Muttern aus hochfestem Stahl ersetzt.
Die meisten größeren Träger bestanden ursprünglich aus zwei I-Profilen (Doppel-T-Träger), die mit Querstreben verbunden waren. Bei diesen Konstruktionen wurden die Knotenbleche ausgetauscht und die Niete durch hochfeste Schrauben ersetzt. Bei den Strebenkonstruktionen wurden ersatzweise Vierkantrohre eingebaut. Diese Arbeiten schlossen große diagonale Träger an den Pylonen mit ein.
Zusätzlich wurden auf beiden Decks des westlichen Teils diagonale Streben hinzugefügt. Diese versteifen die Brücke so, dass seitliche Schwingungen bei Erdbeben gedämpft werden. Die Analysen zeigten auch, dass die massiven Betonstützkonstruktionen frühzeitig versagen könnten, weshalb die westlichen Stützen umfangreich umgebaut wurden.
Die Arbeiten begannen 1999 und wurden 2003 abgeschlossen. Die Baukosten beliefen sich auf 170 Millionen US-Dollar.

### Neubau der East Bay-Querung

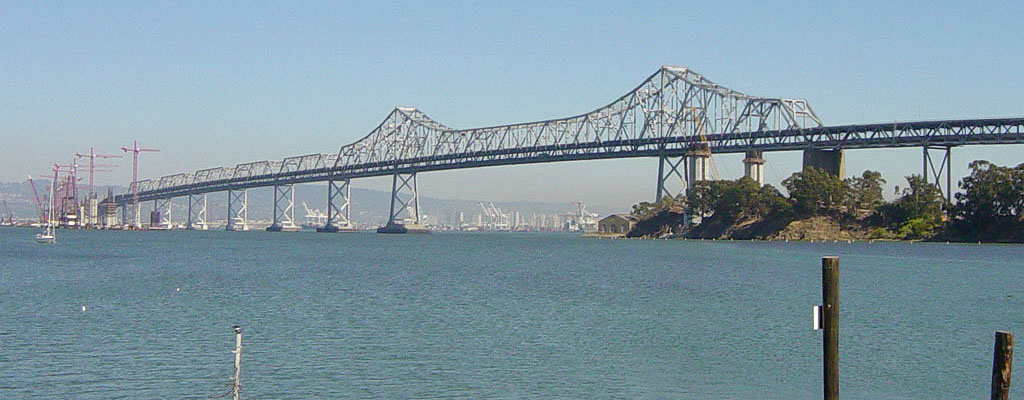
Östliches Segment mit ersten Anbauten für den Umbau (rote Kräne im Hintergrund), September 2004

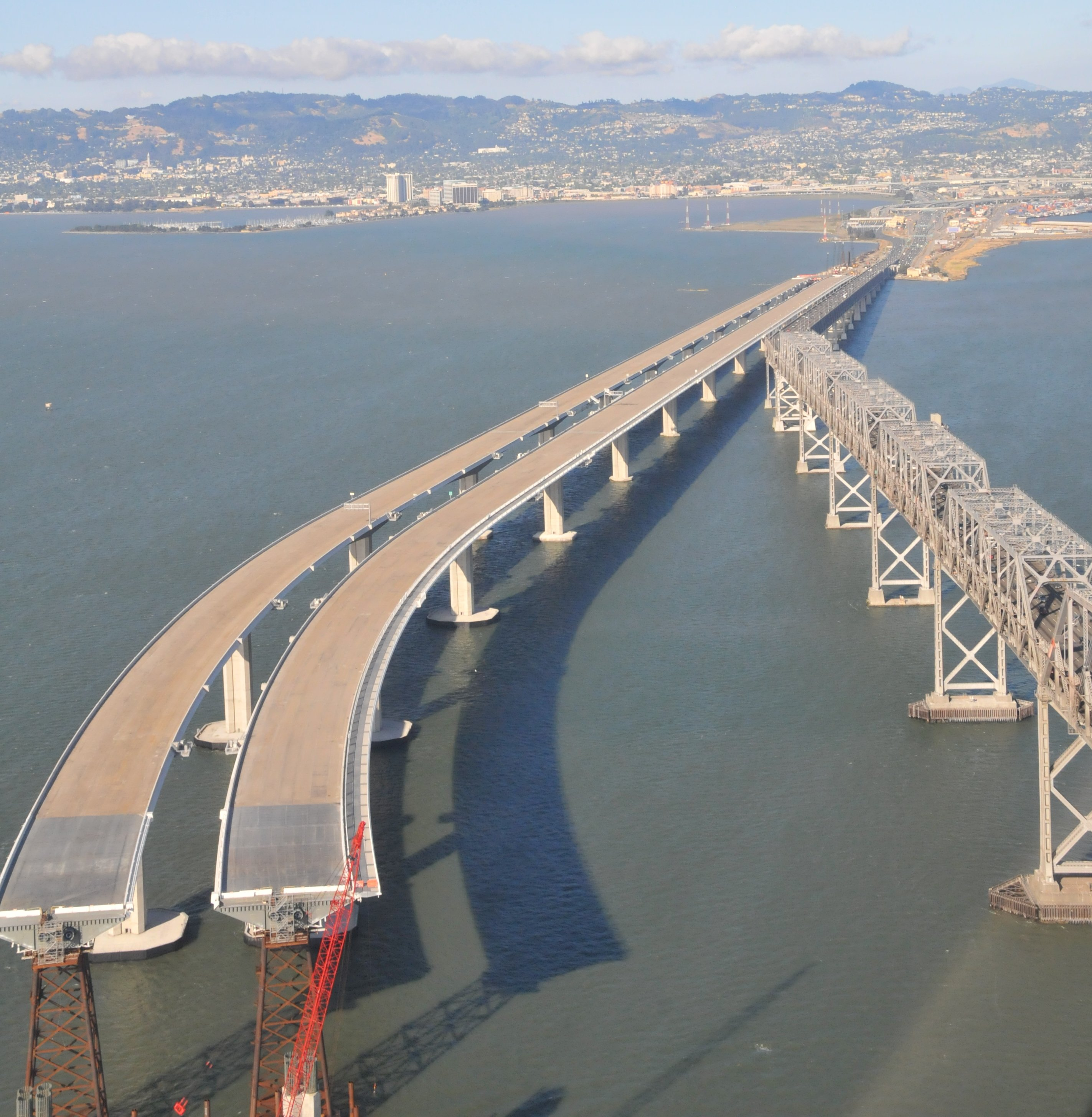
Stand der Bauarbeiten im Mai 2008

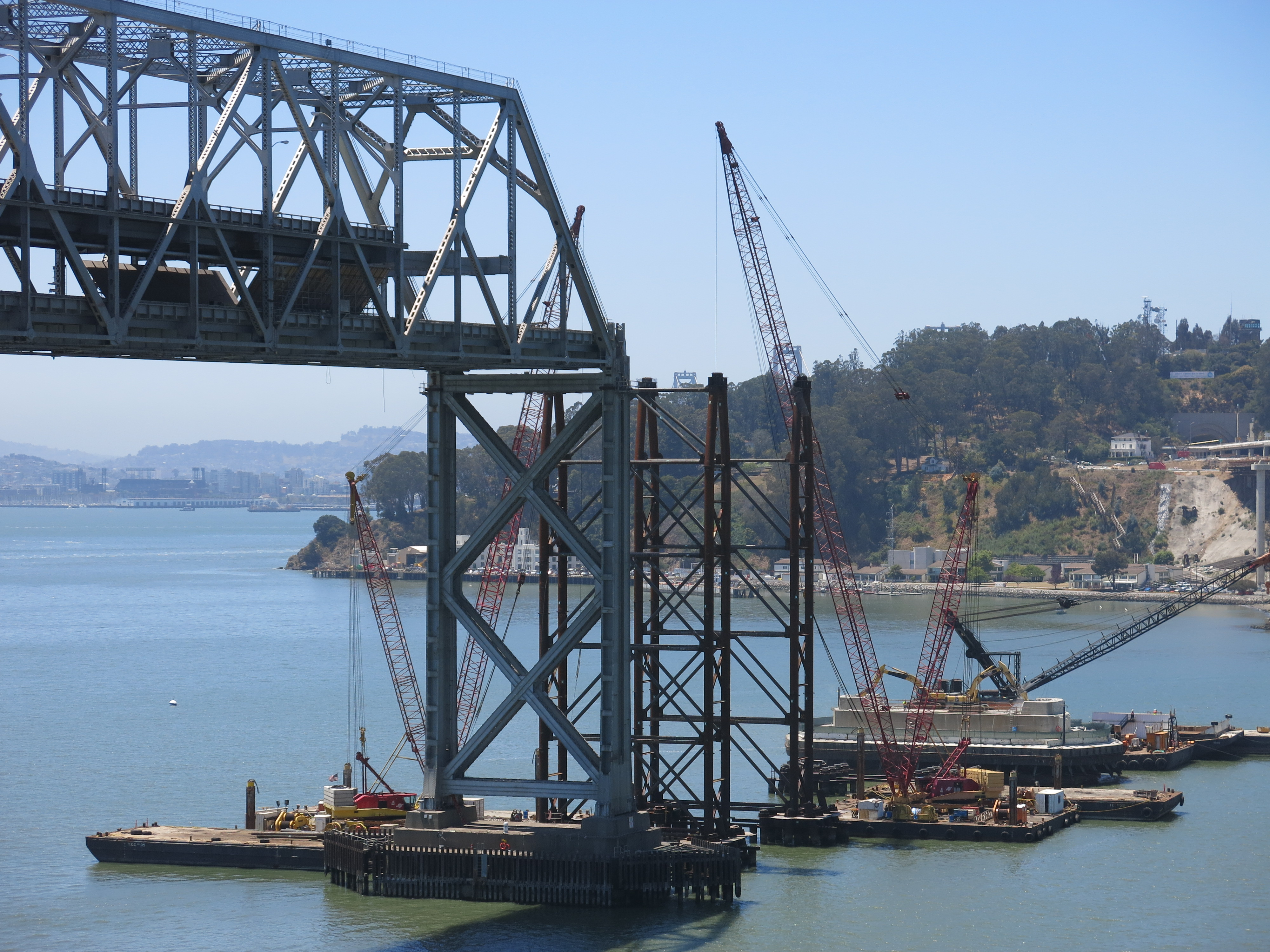
Abrissarbeiten an der alten Bay Bridge, Juni 2015

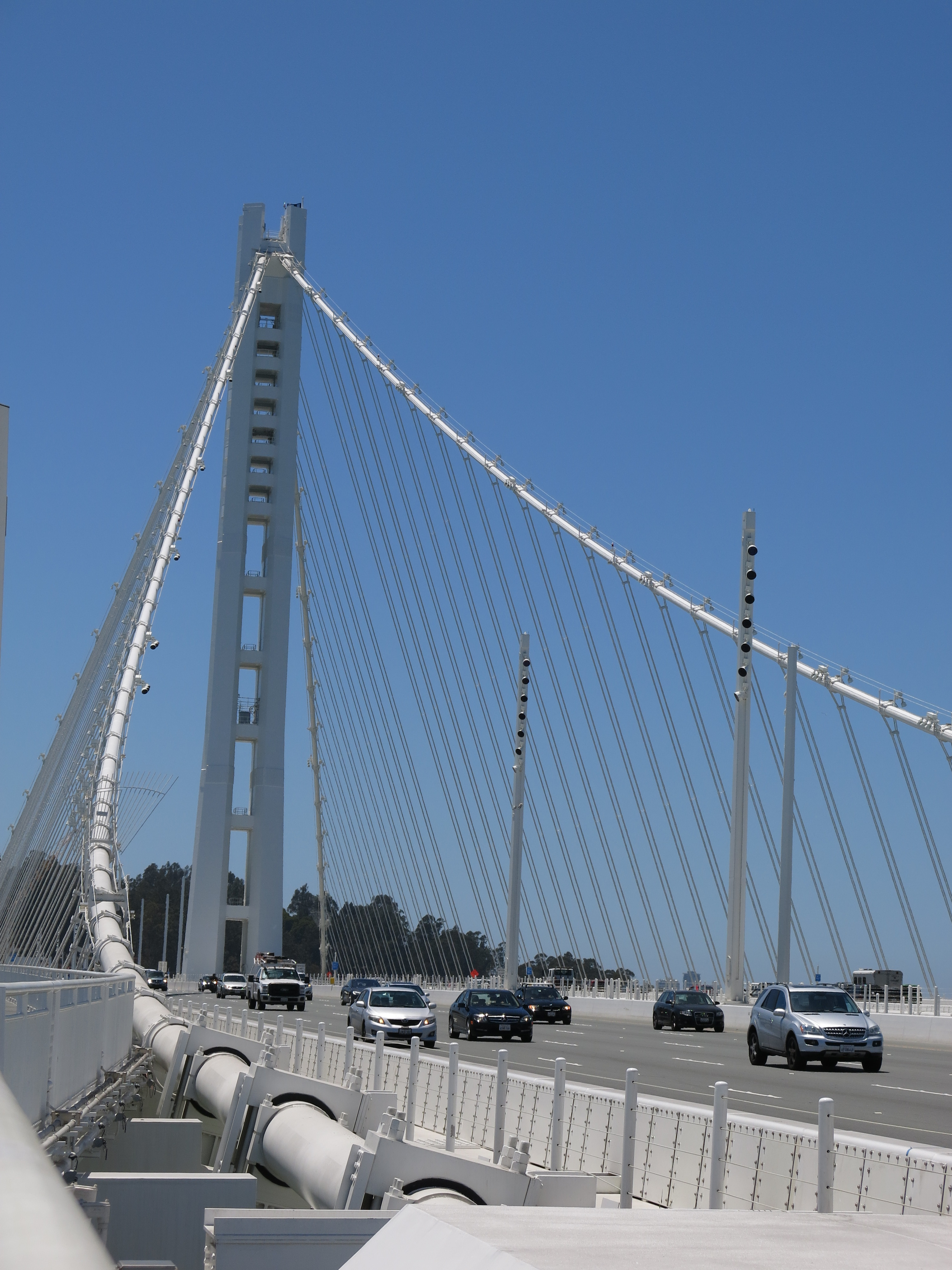
Fertige Hängebrücke mit Stahlseilen, Juni 2015

#### Planung
Bei der großen Fachwerkbrücke musste zwischen einer aufwändigen Verstärkung oder einem Neubau entschieden werden.
Die erste Planung beinhaltete die Konstruktion von Stützen aus Beton; auch sollten die Streben und Träger verstärkt werden so wie es im westlichen Segment der Brücke geschehen war. Die Kosten für dieses Projekt waren auf 200 Mio. US-Dollar avisiert. Das Erscheinungsbild der Brücke wäre weitgehend dasselbe geblieben.
Technische wie auch ökonomische Untersuchungen im Jahre 1999 ergaben, dass eine neue Brücke nur wenige 100 Mio. Dollar teurer wäre, aber wesentlich länger halten würde – möglicherweise 75 oder 100 Jahre anstatt nur 30 Jahre bei einer Sanierung – und auch wesentlich billiger im Unterhalt wäre. Die öffentliche Hand entschied deshalb, das gesamte östliche Segment bis auf die Hauptbrücke – eine Spannbetonkonstruktion – durch einen Neubau zu ersetzen.
Es wurde ein Architektenwettbewerb für eine „bemerkenswerte Brücke“ ausgeschrieben, eine Brücke mit markantem und eindrucksvollem, einzigartigen Aussehen. Die Behörden waren überrascht, als der Wettbewerb zu Ende ging, denn es war lediglich ein einziger Entwurf für den Turm der neuen Brücke eingereicht worden, und dieser Entwurf war wesentlich teurer als vorgesehen. Die voraussichtlichen Gesamtkosten des Projekts beliefen sich jetzt (Juli 2005) auf 6,2 Mrd. Dollar, nachdem 1997 noch von 1,1 Mrd. Dollar (für einen einfachen Viadukt) bzw. im März 2003 von 2,6 Mrd. Dollar (Brücke mit einem hohen Turm) ausgegangen war.
Nach mehr als einem Jahrzehnt begann am 29. Januar 2002 die Detailplanung des Ersatzes der East Bay Bridge; die Fertigstellung war für 2007 geplant.
Im Dezember 2004 verkündete das Büro des Gouverneurs von Kalifornien, dass das ursprüngliche Projekt einer eindrucksvollen Brücke gekippt werde; stattdessen sollte nun doch eine einfachere Konstruktion, wie ursprünglich geplant, gebaut werden. Das Design, obwohl wieder stark vereinfacht, blieb auch so in Anbetracht hoher Materialkosten teuer genug.
Der Bau verzögerte sich weiter durch eine Eingabe fünfzehn früherer Schweißer und Vorarbeiter, die am Bau des neuen östlichen Segmentes gearbeitet hatten. Sie behaupteten, dass aufgrund des hohen Arbeitsdrucks sicherlich ein Drittel der Schweißnähte nicht gut genug sei, und dass Arbeiter angewiesen worden seien, mangelhafte Schweißnähte oberflächlich nachzukorrigieren. Detaillierte Untersuchungen durch unabhängige Gutachter konnten dies aber nicht bestätigen.
Die Auseinandersetzungen fanden in der ersten Hälfte des Jahres 2005 ihre Fortsetzung. Der Gouverneur wollte nicht einsehen, dass die gesamten Kosten des Projekts vom Staat Kalifornien alleine zu tragen seien; er betrachtete das Projekt als ein lokales der Bay Area. Im Juni 2005 konnte ein Kompromiss zwischen den betroffenen Behörden, Politikern und Firmen ausgehandelt werden; die Brücke wird gebaut, und zwar neu, aber es soll eine Maut von 4 Dollar bereits ab 2007 erhoben werden. Diesen Kompromiss unterschrieb der Gouverneur am 18. Juli 2005; zu diesem Zeitpunkt waren bereits 75 Prozent des Rohbaus der Brücke fertiggestellt, und der Staat bereitete eine erneute Ausschreibung der nun doch geplanten Hängebrücke vor. Die Gesamtkosten werden bis zum Abschluss des Projekts im Jahre 2012 auf 6,3 Mrd. Dollar kalkuliert.

#### Der Neubau im Detail

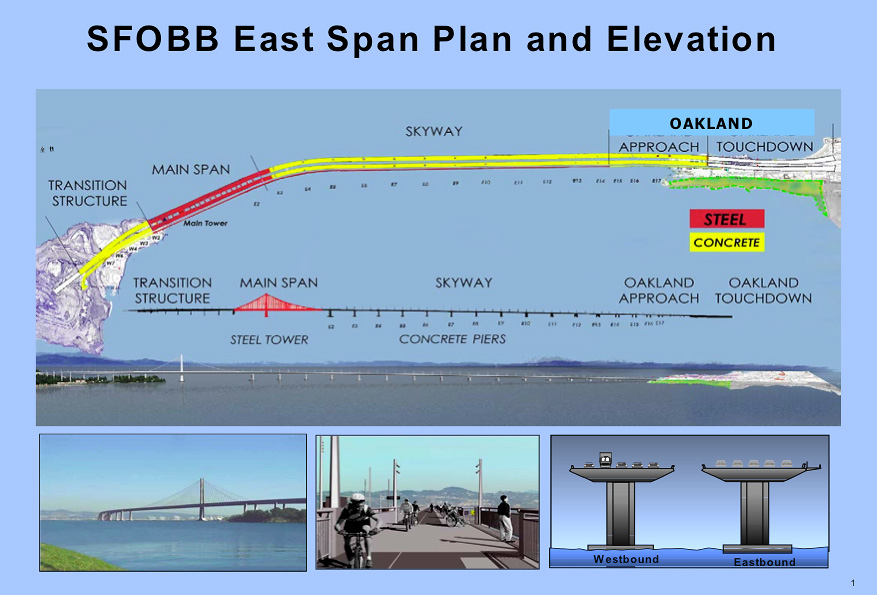
Neubauplanung der East-Bay-Brücke

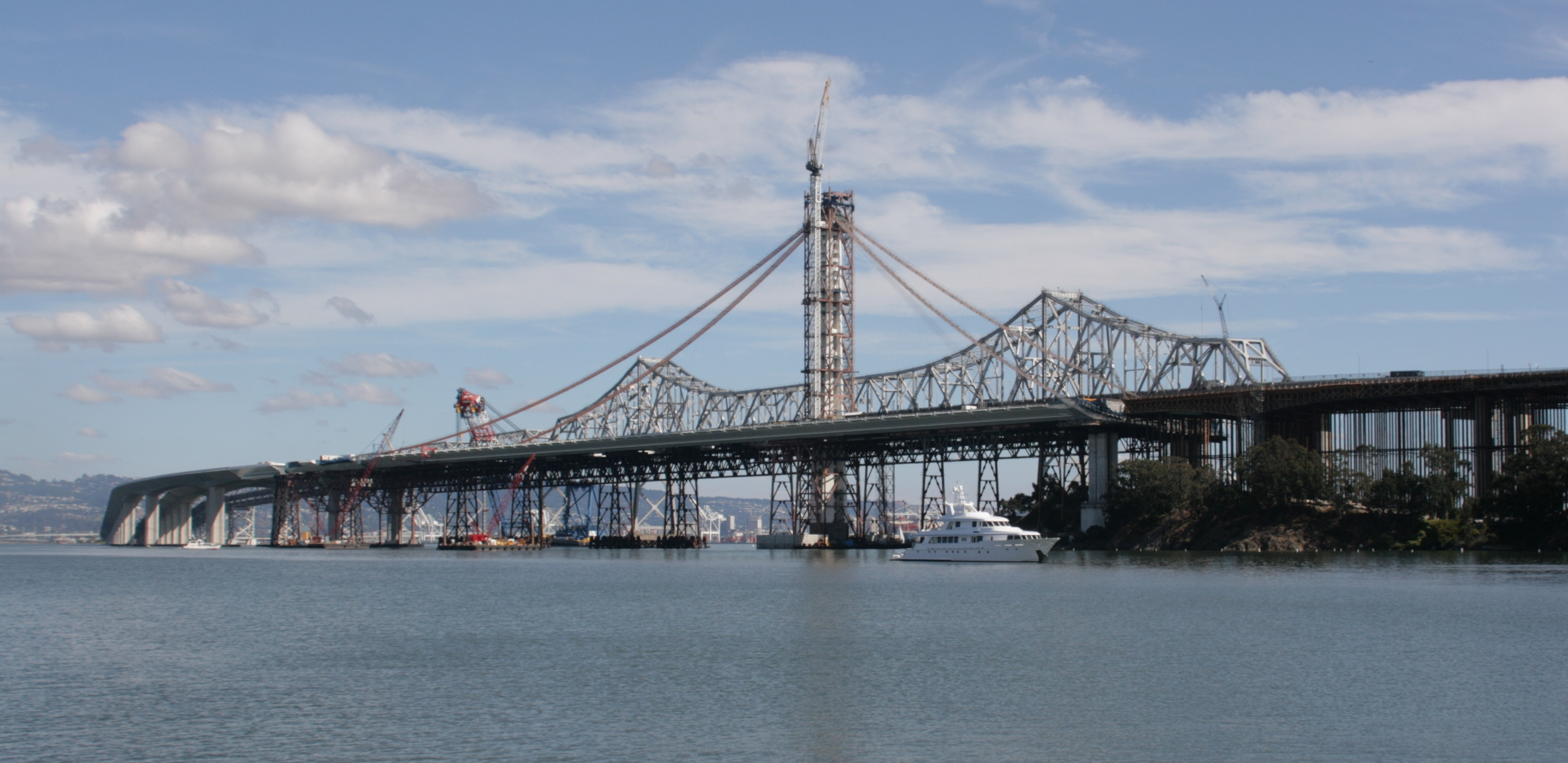
Bauzustand der neuen Hängebrücke am 1. Oktober 2011

Der Neubau der East-Bay-Brücke liegt nördlich der alten Brücke. Er hat keinen zweistöckigen Querschnitt mehr, sondern besitzt für die beiden 24 Meter breiten Richtungsfahrbahnen zwei nebeneinanderliegende Überbauten. Als Hauptbrücke kam eine selbstverankerte (unechte), einhüftige Hängebrücke aus Stahl zur Ausführung, eine in dieser Form und Größenordnung erstmals gebaute Konstruktion mit einer Länge von 614 Meter. Die horizontale Komponente der Zugkräfte in den Tragkabeln wird nicht in Ankerblöcke eingeleitet, sondern im Brückenüberbau rückverankert.
Die beiden 28,5 m breiten und 5,5 Meter hohen Überbauten wurden als Stahlhohlkästen mit orthotroper Fahrbahnplatte ausgeführt. Sie sind auf der Außenseite alle 10 Meter mit Hängern am 78 cm dicken Tragkabel befestigt und miteinander alle 30 Meter durch 10 m breite und 5,5 m hohe Querträger verbunden. Der stählerne Brückenpylon, bestehend aus vier Schäften, ist zwischen den beiden 28,5 m breiten Überbauten angeordnet und 160 Meter hoch.
Die Zufahrtsrampenbrücke zur ungefähr 55 m hohen Hauptbrücke, der sogenannte Skyway, ist eine 2100 Meter lange Spannbetonkonstruktion mit Stützweiten von 160 Meter. Die Herstellung der Hohlkastenbrücke, im Feld 5,5 Meter und über den Pfeilern 9,9 Meter hoch, erfolgte im Freivorbau mit Fertigteilsegmenten. Die Überbauten sind in Hohlkastenpfeiler, die eine Pfahlgründung haben, eingespannt. Spötter bezeichnen die Rampenbrücke als Autobahn auf Stelzen. Zum Einfädeln der beiden parallelen Richtungsfahrbahnen in die doppelstöckige Bestandskonstruktion wurden auf der Insel Yerba Buena außerdem aufwendige 500 Meter lange Überwerfungsbauwerke errichtet.
Zudem wurde ein zirka 5 m breiter Streifen für Fußgänger und Radfahrer reserviert.

#### Die Eröffnung
Unmittelbar nach der Schließung des alten Brückenteils am 28. August 2013 um 20:00 Uhr starteten die Arbeiten zur Anbindung der neuen Brücke an die bestehenden Verkehrswege. Die Eröffnung der East-Bay-Brücke folgte am Abend des 2. September 2013. Im Anschluss nach der Inbetriebnahme begannen die Abrissarbeiten an der alten Brücke. Diese dauerten rund vier Jahre.

## Instandsetzung nach Verkehrsunfall von 2007
Am 29. April 2007 wurde eine Auffahrt zur Brücke auf der Oaklander Seite durch den Brand eines Tankwagens mit 32.000 Liter Benzin so stark beschädigt, dass die Brücke gesperrt werden musste. Ein über siebzig Meter langer Abschnitt fiel auf die darunterliegende Straße. Die Reparaturkosten wurden auf über zehn Millionen US-Dollar geschätzt. Da es sich um eine wichtige Zufahrtsstraße handelte, rief Gouverneur Arnold Schwarzenegger vorübergehend den Notstand für Kalifornien aus, um Bundesmittel zu akquirieren und die Brücke möglichst schnell instand zu setzen. Die Reparaturarbeiten wurden mit 27 Tagen daraufhin in Rekordzeit abgeschlossen, so dass der Gouverneur den Brückenabschnitt Ende Mai wiedereröffnen konnte.

## Lichtershow „The Bay Lights“ 2013

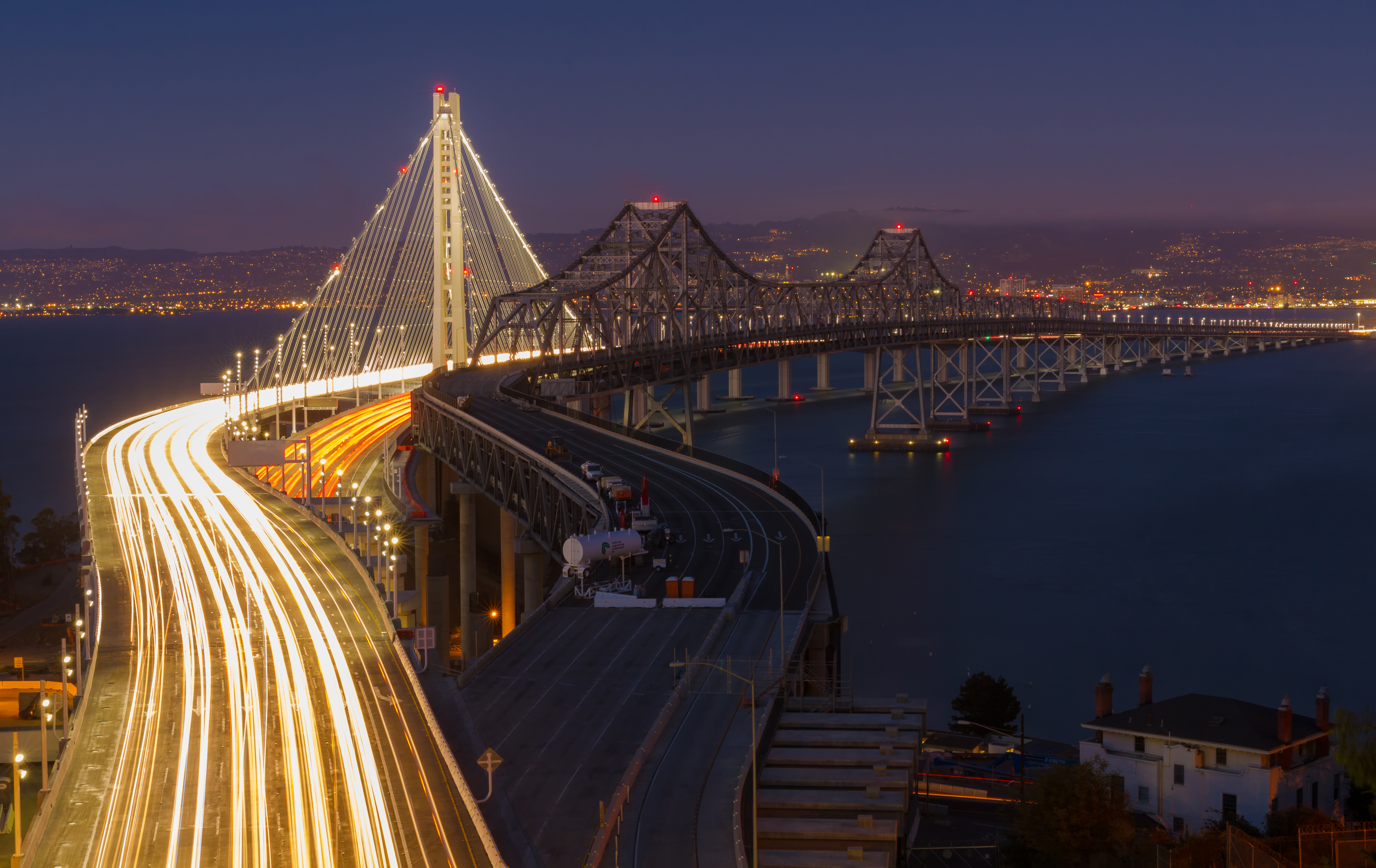
Der östliche Brückenabschnitt von Yerba Buena Island nach Oakland im September 2013. Links die neue, rechts die alte Brücke.

Ab März 2013 erstrahlte die Bay Bridge mit einer Lichtershow The Bay Lights über der Bucht von San Francisco. Diese sollte zunächst für zwei Jahre bleiben und als neuer Touristenmagnet viele Besucher nach San Francisco locken. Auf einer Länge von 1,8 Meilen wurden über 25.000 LEDs an den Stahlkabeln des westlichen Spanns der Bay Bridge befestigt. Jeden Abend bei Einbruch der Dunkelheit wurde die Bucht durch diese Lichtershow beleuchtet. Der New Yorker Künstler Leo Villareal plante und installierte die Lichtinstallation auf den vertikalen Leitungen der San Francisco-Oakland Bay Bridge. Um die acht Millionen Dollar kostete das privat finanzierte Projekt, dessen Betrieb bis März 2023 verlängert wurde.

## Rezeption
Die Bay Bridge erscheint in zahlreichen schriftstellerischen Arbeiten und in Filmen. In William Gibsons futuristischer Idoru-Trilogie wird die Brücke nach einem Erdbeben geschlossen und von Obdachlosen übernommen; es entsteht eine eigene kleine Stadt der Besitzlosen. In dem Roman Little Brother von Cory Doctorow ist ihre Sprengung durch islamische Terroristen der Ausgangspunkt für die Handlung, in der San Francisco nach und nach in einen Überwachungsstaat umgewandelt wird. In dem Film Die Reifeprüfung fährt Dustin Hoffman über das obere Deck in Richtung Berkeley, wenn auch das Oberdeck eigentlich in die andere Richtung, in Richtung Westen also San Francisco führt. In vielen anderen Filmen taucht die Brücke auf, so in The Thin Man, Born to Kill, Vertigo, George of the Jungle, Made in America, Basic Instinct, Sudden Impact, The Dead Pool und Sid & Nancy.